# Hur
Hur és una ciutat d'Egipte a poca distància al nord de Tuna al-Djebel. Se l'ha identificat amb l'antiga ciutat egípcia d'Herwer, de la que la ciutat principal més propera era Hermòpolis Magna. Herwer va ser una ciutat antiga del 16è nom de l'Alt Egipte.
S'esmenta en diverses inscripcions antigues que daten dels regnes antic, mitjà i nou. Les principals deïtats del lloc eren Khnum i Heqet, tots dos anomenats "Senyor de Herwer" o "Dama de Herwer" diverses vegades. Potser durant l'Imperi Mitjà, el lloc es va convertir en la capital del 16è nom de l'Alt Egipte, el nom d'Oryx. El nomarca local Amenemhat era de fet el supervisor dels sacerdots de "Khnum de Herwer". El lloc s'esmenta sovint a les tombes de Beni Hassan.
El déu egipci Khnum o Knum fou adorat a aquesta ciutat des l'Imperi antic i fins a l'Imperi mitjà però amb l'Imperi nou el centre principal de culte de Khnum es va desplaçar a Abu (Elefantina) prop d'Assuan i fou el déu de la primera cascada del Nil (a Elefantina va formar una triada de déus amb Satis i Anukis però a Herwer fou adorat en solitari). Esna també en fou un centre de culte d'aquest déu.